# Nelson Goodman
Nelson Goodman, född 7 augusti 1906 i Somerville, Massachusetts, död 25 november 1998 i Needham, Massachusetts, var en amerikansk filosof.

## Biografi
Goodman gjorde betydande bidrag till en rad filosofiska områden, till exempel induktiv logik, konfirmationsteori, vetenskaplig förklaring, teorier om språkliga system och återspeglingsteorin. 
Goodmans filosofiska ståndpunkt är empiristisk, och han påverkades av Rudolf Carnaps tidiga fenomenalism.
Goodman var influerad av nominalismen och ansåg att det inte finns objektiva, språkoberoende likheter som givna drag hos verkligheten.
Hans främsta publicerade arbeten är The structure of apperance (1951) och Fact, fiction and forecast (1955). 